# Whiteface (performance)
Pour les articles homonymes, voir Whiteface.
 (septembre 2023).
Motif : mise en forme chaotique, pertinence des sections pas assurée...
 (février 2020).
La mise en forme du texte ne suit pas les recommandations de Wikipédia : il faut le « wikifier ».
Les points d'amélioration suivants sont les cas les plus fréquents. Le détail des points à revoir est peut-être précisé sur la page de discussion.
- Les titres sont pré-formatés par le logiciel. Ils ne sont ni en capitales, ni en gras.
- Le texte ne doit pas être écrit en capitales (les noms de famille non plus), ni en gras, ni en italique, ni en « petit »…
- Le gras n'est utilisé que pour surligner le titre de l'article dans l'introduction, une seule fois.
- L'italique est rarement utilisé : mots en langue étrangère, titres d'œuvres, noms de bateaux, etc.
- Les citations ne sont pas en italique mais en corps de texte normal. Elles sont entourées par des guillemets français : « et ».
- Les listes à puces sont à éviter, des paragraphes rédigés étant largement préférés. Les tableaux sont à réserver à la présentation de données structurées (résultats, etc.).
- Les appels de note de bas de page (petits chiffres en exposant, introduits par l'outil «  Source ») sont à placer entre la fin de phrase et le point final[comme ça].
- Les liens internes (vers d'autres articles de Wikipédia) sont à choisir avec parcimonie. Créez des liens vers des articles approfondissant le sujet. Les termes génériques sans rapport avec le sujet sont à éviter, ainsi que les répétitions de liens vers un même terme.
- Les liens externes sont à placer uniquement dans une section « Liens externes », à la fin de l'article. Ces liens sont à choisir avec parcimonie suivant les règles définies. Si un lien sert de source à l'article, son insertion dans le texte est à faire par les notes de bas de page.
- La présentation des références doit suivre les conventions bibliographiques. Il est recommandé d'utiliser les modèles {{Ouvrage}}, {{Chapitre}}, {{Article}}, {{Lien web}} et/ou {{Bibliographie}}. Le mode d'édition visuel peut mettre en forme automatiquement les références.
- Insérer une infobox (cadre d'informations à droite) n'est pas obligatoire pour parachever la mise en page.

Pour une aide détaillée, merci de consulter Aide:Wikification.
Si vous pensez que ces points ont été résolus, vous pouvez retirer ce bandeau et améliorer la mise en forme d'un autre article.
 (mars 2020).
Le whiteface, qui pourrait se traduire en français par « grimage en blanc » ou « maquillage en blanc », est un type de spectacle dans laquelle une personne porte un maquillage théâtral afin de ressembler à une personne blanche, généralement à des fins comiques. Le terme est une inversion de la forme plus courante de spectacle connue sous le nom de blackface, dans laquelle les artistes utilisent du maquillage pour ressembler à une personne noire. Les spectacles de whiteface sont nées au XIXe siècle et on en trouve la trace parfois dans des films. Les usages modernes du whiteface diffèrent de la pratique du blackface dans l'art contemporain (en).

## Histoire
Le whiteface a pris de l'importance aux États-Unis avec l'adoption de la loi sur les droits civils de 1964, le whiteface intégrant peu à peu la culture populaire. À la fin du XXe siècle, il n'était pas rare de voir des acteurs noirs grimés en blanc dans des pièces de théâtre et des films à caractère humoristique. La satire a gagné en popularité au fil du temps. Dans les années 2000, cependant, certains experts ont commencé à condamner cette forme comme raciste et donc socialement inacceptable.

### Exemples
- La première utilisation du terme notée par l'Oxford English Dictionary provient du New York Dramatic News en 1895 et fait référence à l'acteur américain de vaudeville Lew Dockstader (qui était blanc) "dans son nouveau white-face acte"[2].
- Le film de 1932, Les Chasses du comte Zaroff, met en scène l'acteur noir Noble Johnson en blanc pour le rôle d'Ivan, un Cosaque.
- L'OED répertorie également une référence de 1947 à l'acteur noir Canada Lee jouant le rôle de Bosola dans La duchesse de Malfi grimé en blanc.
- Dans le film Sullivan's Travels de 1942, un gag dans la séquence du bus en fuite, représente un chef cuisinier noir dont le visage éclaboussé de pâte à gâteau lui donne l'aspect d'un visage blanc[3].
- Dans la pièce de 1958 de Jean Genet, Les Nègres, la distribution entièrement noire porte des visages blancs pour représenter des figures de l'establishment blanc.
- Le film Watermelon Man de 1970 commence avec Godfrey Cambridge jouant un personnage grimé en blanc, qui se réveille noir un matin[4].
- Eddie Murphy s'est produit en whiteface dans le Saturday Night Live dans les années 1980 et est apparu en whiteface pour des personnages mineurs dans les films Un prince à New York et Le Professeur foldingue.
- Dave Chappelle a utilisé le whiteface dans son émission Chappelle's Show dans les années 2000.
- Dans les années 1990 et 2000, plusieurs films ont exploité le potentiel comique de comédiens noirs grimés en blanc. Ces performances incluent Lenny Henry dans True Identity et Shawn et Marlon Wayans dans FBI : Fausses blondes infiltrées[5] .
- L'émission de télé-réalité Black. White. (en) diffusée en 2006 sur FX, représente, par l'usage d'un maquillage réaliste, les membres de deux familles comme étant d'une autre race : l'une en utilisant le blackface, l'autre le whiteface[6].
- En 2007, Chamillionaire utilise le whiteface pour le personnage du journaliste dans le clip du morceau Hip Hop Police.
- En 2013, Nazeem Hussain utilise un whiteface pour représenter le prince Harry dans son émission de comédie Legally Brown.
- En 2013, dans le clip de son titre Q.U.E.E.N. (acronym of "Queer, Untouchables, Emigrants, Excommunicated, and Negroid") ft. Erykah Badu, Janelle Monáe utilise le whiteface pour représenter deux musiciens (guitare & batterie).
- Snoop Dogg a publié des vidéos Instagram en whiteface représentant le personnage blanc de "Todd", et Nick Cannon a fait la promotion de son album White People Party Music avec le personnage whiteface "Connor Smallnut"[7].
- En 2017, le rappeur Aminé a utilisé le whiteface dans le clip de sa chanson REDMERCEDES. Dans le clip, les personnages afro-américains agissent comme des personnages blancs stéréotypés ; tandis que les personnages en whiteface agissent avec des manières et des discours stéréotypés noirs.

## Whiteface en réponse au blackface
Le blackface est désormais souvent considéré comme raciste, basé sur un lien racial traçable avec l'esclavage et la ségrégation raciale. Pour cette raison, il a presque disparu des formes d'art moderne, au contraire du whiteface. Les défenseurs du whiteface visent à le différencier du blackface, faisant souvent valoir que le whiteface ne s'appuie pas sur un héritage raciste à l'instar du blackface, et qu'il est une satire saine des modes de vie blancs. Les opposants au whiteface soutiennent, eux, qu'il est essentiellement une vengeance face au blackface, qui tire sa valeur comique d'imposer l'indignité du blackface aux blancs. 
Le whiteface a été utilisé par les rappeurs Damso et Orelsan dans le clip de Rêves Bizarres en réponse au blackface où « il inverse les rôles de l'histoire de l'esclavagisme » et « déconstruit » pour remettre en question notamment la couleur de peau de Jésus de Nazareth qui « a de fortes chances d'avoir été "blanchi" dans sa représentation, car il venait de Nazareth et que le type caucasien n'était pas répandu dans cette région du monde. (...) Il émet l'hypothèse que l'homme européen a déformé une réalité et en est devenu aveugle. Il entend le faire comprendre en se montrant en esclave blanc. ». Certains internautes y voient une forme de racisme antiblanc d'autres « un clin d'œil malin à l'histoire ».

## Whiteface et Jewface
Le jewface, la représentation des caractéristiques, de la culture et des actions juives par des artistes non juifs, a gagné en popularité à la fin des années 1800. Il y a aujourd'hui consensus sur la qualification raciste de cette pratique. Le renversement du jewface par l'usage du whiteface n'est pas perçu de la même façon, selon qu'il soit le fait d'artistes juifs se livrant au whiteface ou le fait d'artistes non juifs. Ainsi les Beastie Boys ont été défendus uniquement en tant que rappeurs blancs bien qu'ils soient également juifs. Ce parallèle entre la représentation des Juifs blancs (Jewface) et la représentation juive des Blancs non juifs (whiteface) a été utilisé pour plaider en faveur du racisme du whiteface[réf. nécessaire].    